# Meyrin
Meyrin là một đô thị thuộc bang Genève, Thụy Sĩ. Đây là thành phố nằm gần nhất so với phòng thí nghiệm vật lý hạt CERN.
Meyrin ban đầu là một làng nông nghiệp nhỏ cho đến thập niên 1950, khi việc xây dựng CERN bắt đầu ở phía bắc.